# Schistolais leontica
La prinia de Sierra Leona (Schistolais leontica) es una especie de ave paseriforme de la familia Cisticolidae endémica de las montañas de África occidental.

## Distribución y hábitat
Se encuentra en las montañas de Guinea, Liberia, el noreste de Sierra Leona y el oeste de Costa de Marfil. Su hábitat natural los nos matorrales aledaños a los bosques de galería de montaña y también las zonas de matorral limítrofes entre el bosque alpino y los herbazales de montaña. Está amenazado por la pérdida de hábitat, especialmente por las talas para establecer minas de hierro.